# Karang Asem (Klampis)
Karang Asem is een bestuurslaag in het regentschap Bangkalan van de provincie Oost-Java, Indonesië. Karang Asem telt 741 inwoners (volkstelling 2010).